# Karl Julius Schröer
Karl Julius Schröer (né le 11 janvier 1825 à Presbourg, dans l'empire d'Autriche et mort le 16 décembre 1900 à Vienne) est un philologue, un linguiste et un homme de lettres autrichien.

## Biographie
Karl Julius Schröer étudie la littérature et la linguistique, entre autres de 1843 à 1846 à Leipzig, Halle et Berlin. Après 1849, il devient professeur d'Allemand et de littérature à Pest, mais en 1851, il revient à Pressburg où il accepte un poste de professeur.
En 1860, à la suite de l'évolution politique Karl Julius Schröer juge prudent de quitter la Hongrie et d'aller s'établir à proximité de Vienne, et de 1861 à 1866 il occupe le poste de directeur de l'Union des Écoles Évangéliques à Karlsplatz. À partir de l'année 1866 il enseigne comme professeur d'histoire de la littérature à l'École Technique Supérieure de Vienne.
Dans les années suivantes Schröer poursuit ses recherches à propos du folklore allemand en Hongrie. C'est au cours de ces recherches qu'il découvre dans les environs immédiats de Preßburg les Jeux populaires de Noël d'Oberufer. Il collecte et rassemble des manuscrits, y ajoute des notes sur la comparaison critique des textes et publie vers 1857-58 l'ouvrage Les Jeux de Noël allemands en Hongrie. Plus d'un élève de Schröer s'inspirent de ce travail, et tout spécialement Rudolf Steiner, qui après la première guerre mondiale fonde la Libre École Waldorf, au sein de laquelle, ces jeux de Noël d'Oberufer sont encore régulièrement représentés.
À Vienne, Schröer se distingue particulièrement en tant qu'analyste de l'œuvre de Goethe. En 1878, il cofonda l'Association Goethéenne de Vienne dont il publie la chronique en 1886. Commentateur des œuvres de Goethe en fin connaisseur, il s'intéresse tout particulièrement à l'étude du Faust dont il publie une édition commentée en deux volumes. Il publie également les drames de Goethe dans une édition en six volumes dans la grande collection Deutsche National-Litteratur à la demande de son ami Josef Kürschner (1853-1902). N'ayant pas de compétences scientifiques, Schröer recommanda Rudolf Steiner à Kürschner pour éditer, annoter et commenter l'œuvre scientifique de Goethe. 
Finalement, Schröer s'efforce de faire créer un mémorial en l'hommage de Goethe à Vienne ; ce dernier est mis en adjudication publique en 1894 et réalisé par Edmund Hellmann et est inauguré un jour avant la mort de Schröer.